# Bürgermeisterstraße 16 (Lutherstadt Wittenberg)

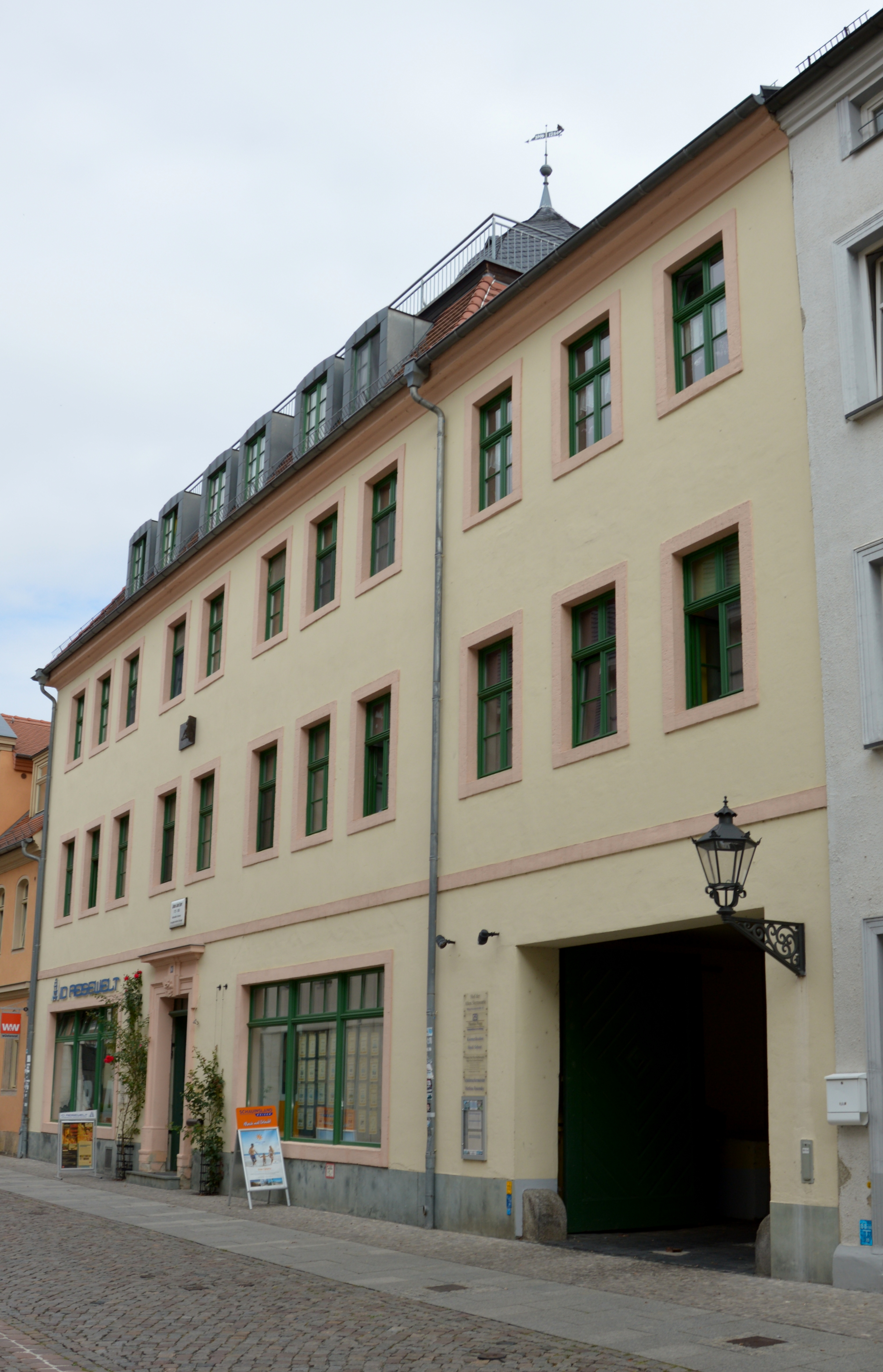
Haus Bürgermeisterstraße 16

Das Haus Bürgermeisterstraße 16 ist ein denkmalgeschütztes Gebäude in der Lutherstadt Wittenberg in Sachsen-Anhalt.

## Lage
Es befindet sich im nördlichen Teil der Altstadt der Lutherstadt Wittenberg auf der Ostseite der Bürgermeisterstraße.

## Architektur und Geschichte
Das dreigeschossige Wohnhaus wurde im Jahr 1792 im Stil des Spätbarocks errichtet. Der an ein Palais erinnernde Bau diente dem Gelehrten Johann Jakob Ebert als Wohnsitz, eine am Haus angebrachte Tafel erinnert hieran. Auf dem Haus bestand ein historischer Dachaufbau in Form eines Pavillons, der als Sternwarte genutzt wurde. In der Zeit um 1937 wurde dieser ursprüngliche Aufbau entfernt.
Das Gebäude verfügt über ein repräsentativ gestaltetes Treppenhaus. Hofseitig befinden sich zwei ursprünglich frei stehenden Gartenpavillons.
Im örtlichen Denkmalverzeichnis ist das Wohnhaus unter der Erfassungsnummer 094 35870 als Baudenkmal verzeichnet.